# In vitro
In vitro (latin: i glas) er en betegnelse, der bruges i biologi og lægevidenskab, for eksperimenter uden for en levende organisme, typisk i et reagensglas. Reagensglasbefrugtning er et velkendt eksempel. Mange eksperimenter i cellebiologi udføres uden for organismer og celler; ikke i helt naturlige omgivelser, hvilket betyder, at de opnåede resultater ikke nødvendigvis er identiske med eksperimenter, der er udført in vivo. Det er derfor vigtigt at angive, hvilken type eksperimenter der er udført.
Fordelen ved at eksperimentere in vitro er, at man kan se isoleret på en del af en organisme og nemmere opnå en forståelse for, hvordan denne opfører sig og hvorfor. Et eksempel på in vitro-forskning er undersøgelser af et oprenset enzyms aktivitet ved forskellige pH.